# Megachile acerba
Megachile acerba är en biart som beskrevs av Mitchell 1930. Megachile acerba ingår i släktet tapetserarbin, och familjen buksamlarbin. Inga underarter finns listade i Catalogue of Life.